# St. Jakobus der Ältere (Erbenschwang)

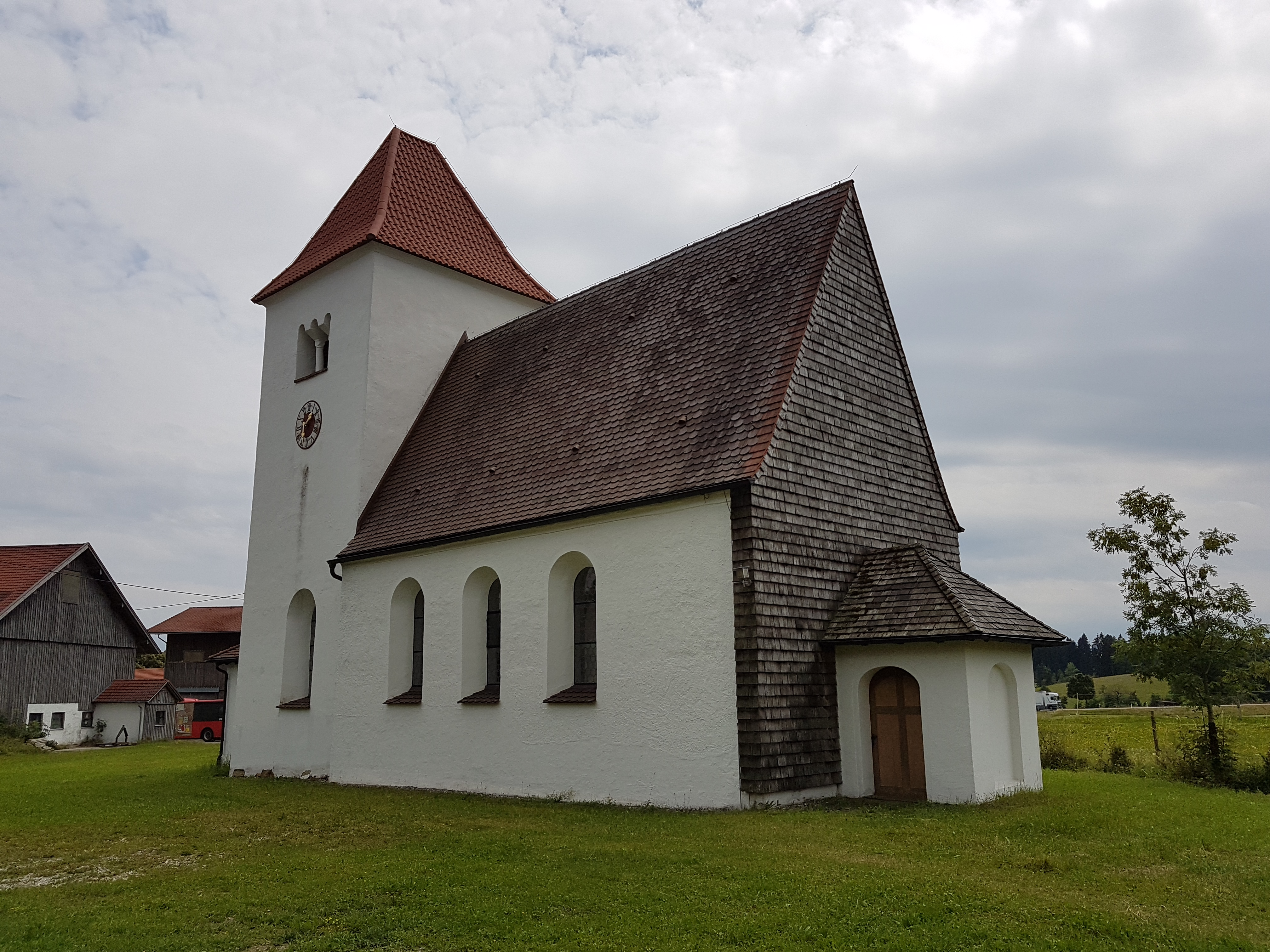
St. Jakobus der Ältere in Erbenschwang

Die römisch-katholische Filialkirche St. Jakobus der Ältere steht in Erbenschwang, einem Gemeindeteil von Ingenried im Landkreis Weilheim-Schongau. Das Bauwerk ist in der Liste der Baudenkmäler in Ingenried als Baudenkmal unter der Nr. D-1-90-133-7 eingetragen. Die Kirche gehört zur Pfarrei Ingenried im Dekanat Weilheim-Schongau des Bistums Augsburg.

## Beschreibung
Die romanische Saalkirche besteht aus dem 1737 erneuerten, mit einem Satteldach bedeckten Langhaus aus drei Jochen und dem Chorturm aus dem frühen 13. Jahrhundert im Osten, den ein Walmdach abschließt. Hinter den als Triforien gestalteten Klangarkaden befindet sich der Glockenstuhl. Darunter sind die Zifferblätter der Turmuhr angebracht. Im Westen befindet sich ein das Portal schützendes Vorzeichen. 
Zur Kirchenausstattung gehört ein Hochaltar von 1880.